# Фефелов, Игорь Алексеевич
Игорь Алексеевич Фефелов (род. 3 августа 1993, Москва) — российский хоккеист, нападающий. Чемпион России 2014/2015. Обладатель бронзовой медали чемпионата КХЛ сезона 2014/2015. Обладатель Кубка Мира и Кубка Харламова в составе команды «Красная армия». Воспитанник СДЮШОР ЦСКА.

## Карьера
Заниматься хоккеем Игорь Фефелов начал в школе «Русь» (СДЮСШОР). После одного из турниров его пригласили играть за юношеские команды ЦСКА. К 16 годам стал регулярно попадать в состав «Красной Армии». В 2011-м году в составе этого хоккейного клуба выиграл Кубок Харламова и Кубок Мира. С конца 2012 года начал тренироваться с основным составом ЦСКА. В декабре 2012 года посетил тренировочный лагерь в Канаде, совместно с со специалистами разработал уникальную спортивную диету.
В сезоне 2013/2014 регулярно играл в основном составе армейцев. В сезоне 2014/2015 перешёл в ХК Сибирь. После смены нескольких клубов завершил хоккейную карьеру в 26 лет
Достижения
- Обладатель Кубка Харламова 2011 в составе «Красной армии»
- Финалист Кубка Харламова 2012 в составе «Красной армии»
- Обладатель Кубка Мира среди молодёжных клубных команд 2011 в составе «Красной армии»
- Финалист Кубка Шпенглера 2013
- Чемпион России 2014/2015
- Бронзовый призёр Кубка Гагарина 2014/2015